# Joseph Nye
Joseph Samuel Nye, Jr. (19 de enero de 1937-6 de mayo de 2025), también conocido como Joe Nye, fue un geopolitólogo y profesor estadounidense, cofundador, junto con Robert Keohane, de la teoría del neoliberalismo de las relaciones internacionales desarrollada en el libro Poder e Interdependencia en 1977.
Su contribución más notable fue hacer una tipología del poder, acuñando los términos de poder duro y poder blando en la década de 1980. Tras esa centuria, estas categorías fueron utilizadas ampliamente en el mundo académico.
Junto con Keohane, allí desarrolló los conceptos de interdependencia asimétrica y compleja. También exploró las relaciones transnacionales y la política mundial, en un volumen editado en la década de 1970. Más recientemente, fue pionero en la teoría del poder blando. Su noción de "poder inteligente" se hizo popular con el uso de esta frase por miembros de la Administración Clinton, y más recientemente, de la Administración Obama.
Nye fue hasta su fallecimiento profesor en la 'Kennedy School of Government' de la Universidad de Harvard, donde anteriormente se había desempeñado como decano. También se desempeñó como miembro de la coalición de orientación para el 'Proyecto de Reforma de la Seguridad Nacional'.
La encuesta TRIP de 2008 entre 1700 estudiantes de relaciones internacionales, lo ubicó como el sexto erudito más influyente de los últimos veinte años, y el más influyente en la política exterior estadounidense.

## Su vida y su carrera
Nye se graduó en 1954 en 'Morristown Prep' (actualmente 'Morristown-Beard School') de la Universidad de Princeton, y después de estudiar filosofía, política, y economía, en el 'Exeter College' de la Universidad de Oxford, obtuvo su doctorado en Ciencias Políticas en la Universidad de Harvard.
Nye originalmente se unió a la Universidad de Harvard en 1964, sirviendo como director del Centro de Asuntos Internacionales, y como Decano Asociado de las Artes y las Ciencias. A partir de 1977-1979, Nye fue diputado de la 'Subsecretaría de Estado de Asistencia para la Seguridad, Ciencia y Tecnología' y presidió el 'Consejo de Seguridad Nacional' del 'Grupo de No Proliferación de Armas Nucleares'.
En 1993 y 1994 fue presidente del Consejo Nacional de Inteligencia, que coordina las estimaciones de inteligencia para el Presidente. Nye también se desempeñó como Secretario Adjunto de Defensa para Asuntos de Seguridad Internacional en la Administración Clinton, y fue considerado por muchos como la mejor opción para Consejero de Seguridad Nacional en la campaña presidencial de 2004 de John Kerry. Es ampliamente reconocido como uno de los pensadores liberales más destacados en política exterior, y es visto por algunos como el oponente al conocido conservador de la Universidad de Harvard Samuel P. Huntington.
En 2005, Nye fue votado como uno de los diez investigadores más influyentes de las relaciones internacionales en los EE. UU.
Fue copresidente del 'Centro para una Nueva Seguridad Americana' del 'Proyecto de Seguridad Cibernética', en el Consejo Asesor del 'Centro de Diplomacia Pública en la USC', así como miembro del 'Consejo Editorial Internacional de Cambridge' para la revisión de Asuntos Internacionales de la editorial Consejo de Política Exterior, el Consejo de Administración del Consejo de Relaciones Exteriores, la Coalición rectores del Proyecto de Reforma de la Seguridad Nacional, del Consejo Asesor de Carolina para Kibera, y la Junta del Centro para Estudios Estratégicos e Internacionales. Fue galardonado con el Premio Woodrow Wilson por la Universidad de Princeton y el Premio Humphrey por la Asociación Americana de Ciencias Políticas. En 2005 también fue galardonado con el Patronato de Honor de la Sociedad Filosófica Universitaria del Trinity College de Dublín y en 2007 se le concedió un doctorado honoris causa por Kings College de Londres.
En los primeros meses de 2025 expresó su descontento con la política exterior del gobierno de Donald Trump, al restringir algunos instrumentos básicos de ese "poder blando" que él tanto defendió como fundamental para una potencia como los Estados Unidos. “Me temo que el presidente Trump no entiende el poder blando”, declaró a la cadena de noticias CNN pocos días antes de su muerte. “Recuerden la Guerra Fría: la disuasión nuclear estadounidense y las tropas estadounidenses en Europa fueron cruciales. Pero cuando cayó el Muro de Berlín, no fue por una lluvia de artillería. Fue por martillos y excavadoras manejadas por personas cuyas mentes habían sido modeladas por la Voz de América y la BBC”.

## Marco de pensamiento
Nye perteneció a la escuela «neoliberal» de las relaciones internacionales, corriente que, en este caso, no debe confundirse con la línea de economía política asociada a Milton Friedman.
En su opinión, el análisis sistémico de la seguridad colectiva requiere la consideración de cuestiones económicas. Entre las cuestiones de seguridad económica colectiva se incluyen los bienes comunes, la presencia o ausencia de restricciones comerciales y la distribución de beneficios entre países.

## Vida personal
Nye se casó con Molly Harding, galerista de arte, con quien tuvo tres hijos, Daniel, John y Benjamin.
Falleció el 7 de mayo de 2025 en Cambridge, Massachusetts.

## Obras
- Pan Africanism and East African integration (Harvard University Press, 1965)
- Peace in Parts: Integration and Conflict in Regional Organization (Little Brown and Company, 1971)
- Transnational Relations and World Politics, en coautoría con Robert Keohane (Harvard University Press, 1972)
- Power and Interdependence: World Politics in Transition, en coautoría con Keohane (Little Brown and Company, 1977; Longman, 2000)
- Living with Nuclear Weapons. A Report by the Harvard Nuclear Study Group (Harvard University Press, 1983)
- Hawks, Doves and Owls: An Agenda for Avoiding Nuclear War, en co-autoría con Graham Allison y Albert Carnesale (Norton, 1985)
- Nuclear Ethics (The Free Press, 1986)
- Bound to Lead: The Changing Nature of American Power (Basic Books, 1990)
- Understanding International Conflicts: An Introduction to Theory and History, 7th ed. (Longman, 2008)
- The Paradox of American Power: Why the World's Only Superpower Can't Go it Alone (Oxford University Press, 2002)
- Power in the Global Information Age: From Realism to Globalization (Routledge, 2004)
- Soft Power: The Means to Success in World Politics (PublicAffairs, 2004)
- Soft Power and American Foreign Policy. Political Science Quarterly 119.2 (2004): 255-70.
- The Power Game: A Washington Novel (PublicAffairs, 2004)
- The Powers to Lead (Oxford University Press, 2008)
- The Future of Power (PublicAffairs, 2011)
- Presidential Leadership and the Creation of the American Era (Princeton University Press, 2013)
- Is the American Century Over? (Polity, 2015)
- Do Morals Matter? Presidents and Foreign Policy from FDR to Trump (Oxford University Press, 2020);
- A Life in The American Century (Polity, 2024)